# 多洛尔河畔尚邦
多洛尔河畔尚邦（法語：Chambon-sur-Dolore，法語發音：[ʃɑ̃bɔ̃ syʁ dɔlɔʁ]）是法国多姆山省的一个市镇，属于昂贝尔区。

## 地理
多洛尔河畔尚邦（45°29'49"N, 3°36'46"E）面积19.7 平方千米，位于法国奥弗涅-罗讷-阿尔卑斯大区多姆山省，该省份为法国中南部省份，北起阿列省接壤，东临卢瓦尔省，南至上盧瓦爾省和康塔爾省，西接科雷兹省和克勒兹省。
与多洛尔河畔尚邦接壤的市镇（或旧市镇、城区）包括：尚佩蒂耶尔、富尔诺勒、利夫拉杜瓦地区马尔萨克、勒莫内斯捷、圣博内勒沙斯泰勒、圣日耳曼莱尔姆。

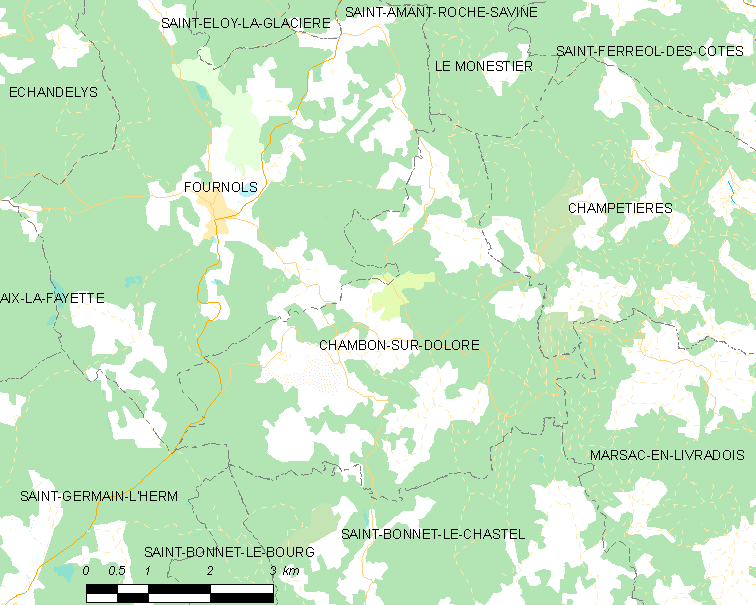
多洛尔河畔尚邦的OSM定位图

多洛尔河畔尚邦的时区为UTC+01:00、UTC+02:00（夏令时）。

## 行政
多洛尔河畔尚邦的邮政编码为63980，INSEE市镇编码为63076。

## 政治
多洛尔河畔尚邦所属的省级选区为利夫拉杜瓦山县。

## 人口

1962-2008年间多洛尔河畔尚邦人口变化图示

多洛尔河畔尚邦于2022年1月1日时的人口数量为143人。